# Poleren
Poleren is een handeling in de horeca.
Het betreft hier het na de afwas vlekvrij afdrogen van bestek, servies en glazen (voornamelijk wijnglazen). Het wordt vooral in restaurants en cafés gedaan. Na de droging wordt het voorwerp met een schone soms opgewarmde theedoek opgewreven, zodat de achtergebleven vlekresten en kalkaanslag verdwijnen. Kenmerkend voor de handeling is het vermijden van het aanraken van het voorwerp met de hand, zodat er geen nieuwe vetaanslag ontstaat. Te poleren bestek wordt soms zelf voorverwarmd in een bak met warm water en meteen gedroogd en gepoleerd in één handeling.

## Poleermachine
Sinds een aantal jaren zijn er verschillende poleermachines voor zowel glaswerk als bestek op de markt.
Veel horecabedrijven ervaren poleren als grote ergernis. Dit komt vooral omdat het erg tijdrovend is en ook nog veel glasbreuk met zich meebrengt. Glaspoleermachines worden door één medewerker met de hand bediend en verminderen glasbreuk met 90%.
Bij poleren met een machine wordt het gewassen (nog vochtige) glaswerk boven op de ronddraaiende borstels geplaatst en door de toegevoegde warme lucht wrijven de warme borstels het glas glimmend schoon en droog.  Door deze handelingen kunnen er met een glaspoleermachine respectievelijk 200 en 400 glazen per uur worden gepoleerd.